# 皮德佩切里
48°55′47″N 24°48′23″E / 48.92972°N 24.80639°E
皮德佩切里（烏克蘭語：Підпечери），是烏克蘭西部的村莊，隸屬伊萬諾-弗蘭科夫斯克州的伊萬諾-弗蘭科夫斯克區。該村始建於1527年，面積18.21平方公里，人口2568人。